# Démouville
Démouville é uma comuna francesa na região administrativa da Normandia, no departamento Calvados. Estende-se por uma área de 3,56 km². Em 2010 a comuna tinha 3 214 habitantes (densidade: 902,8 hab./km²).